# کراسنوگورسک (ازبکستان)

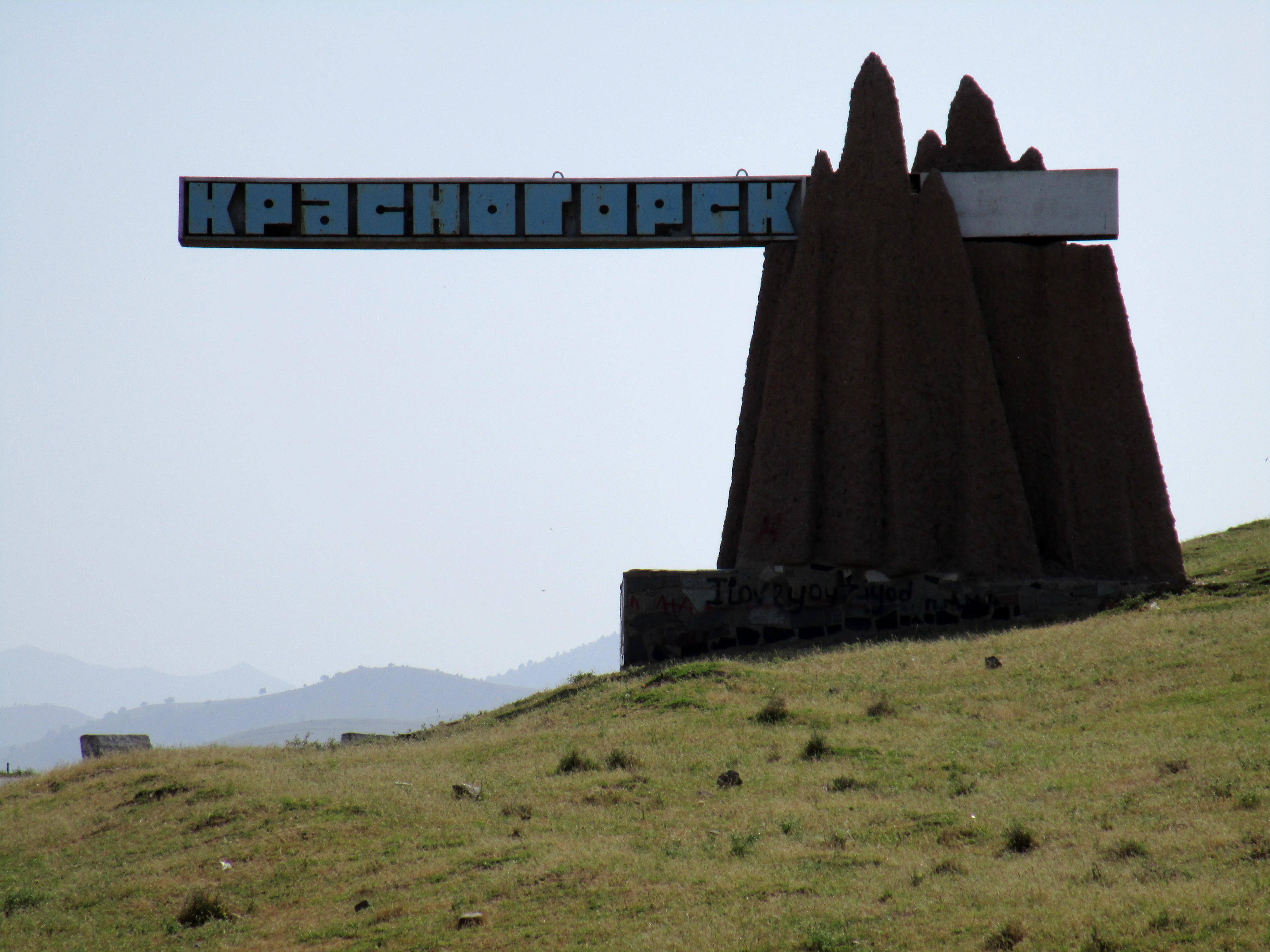
ورودی روستای کراسنوگورسک

کراسنوگورسک {{ازبکی|Krasnogorsk) یک روستا در ازبکستان است که در ولایت تاشکند واقع شده‌است. کراسنوگورسک ۱۹٬۱۷۶ نفر جمعیت دارد و ۸۴۹ متر بالاتر از سطح دریا واقع شده‌است.